# Portunus ordwayi
Portunus ordwayi är en kräftdjursart som först beskrevs av William Stimpson 1860.  Portunus ordwayi ingår i släktet Portunus och familjen simkrabbor. Inga underarter finns listade i Catalogue of Life.